# Brainfork
Brainfork – ezoteryczny język programowania stworzony przez Asger Ipsen w 2004 roku, będący wielowątkową odmianą Brainfucka.

## Instrukcje
Brainfork zawiera 8 jednoznakowych instrukcji z Brainfuck oraz dziewiątą, Y, rozwidlającą wątki.
Instrukcja Y powoduje, że bieżąca komórka pamięci jest zerowana w wątku rodzica, wskaźnik przenoszony o jeden w prawo, a do bieżącej komórki w wątku dziecka jest wpisywana jedynka.